# Enzo Trapani
Enzo Trapani est un réalisateur italien né le 18 ou 28 août 1922, selon les sources, à Rome et mort le 14 novembre 1989 dans cette même ville.

## Filmographie partielle

### Réalisateur

#### Cinéma
- 1950 : La Cité des stupéfiants (Lebbra bianca)
- 1950 : Turri il bandito
- 1952 : Viva il cinema! coréalisé avec Giorgio Baldaccini
- 1953 : Viva la rivista! (it)
- 1965 : Altissima pressione

#### Télévision
- Abito da sera (1958)
- Momento magico (1960)
- Gente che va, gente che viene (1960) - série télévisée
- Piccolo concerto (1961)
- Cabina di regia (1962)
- Il signore delle ventuno (1962)
- Alta pressione (1962)
- Smash (1963)
- Musica da sera (1967)
- Senza rete (it) (1968-1972)
- Campioni a Campione (1969)
- Sicilia Happening (1970)
- Hai visto mai? (it) (1973)
- Angeli e cornacchie (1975)
- La compagnia stabile della canzone con varietà e con comica finale (1975)
- Su e giù per le Dolomiti (1976)
- Rete tre (it) (1976)
- Il guazzabuglio (1977)
- Scuola serale per aspiranti italiani (it) (1977)
- Non stop (it) (1977-1978)
- Stryx (it)  (1978)
- Fantastico (it) (1979-1983)
- Superclassifica show (it) (1978-1981)
- C'era due volte (it) (1980)
- Te la do io l'America (it) (1981)
- Hello Goggi (it) (1981)
- Due di tutto (it) (1982)
- Te lo do io il Brasile (it) (1984)
- Tastomatto (it) (1985)
- Proffimamente non stop (it) (1987)
- Io Jane, tu Tarzan (it) (1988)

### Décorateur
- 1949 : La Madone d'or (La madonnina d'oro) de Ladislas Vajda